# Тайговий моряк
«Тайговий моряк» («Таёжный моряк») — радянський художній фільм 1983 року, знятий режисером Львом Мирським на Свердловській кіностудії.

## Сюжет
Фільм знято за повістю Валерія Поволяєва «Тайговий моряк». Далеко на Півночі працює бригада газовиків, очолювана бригадиром Геною Морозовим. Під час вимушеної стоянки в селищі будівельників-дорожників він знайомиться з красунею Любою, за якою залицявся начальник дорожньої дільниці Ростовцев. Одного разу, в буран, надходить повідомлення про аварію на газопроводі. Морозов зі своїми товаришами вирушає до місця аварії. Ростовцев відмовляє йому в техніці, але його підлеглі, водії всюдихода і бульдозера, самостійно приймають рішення — допомогти бригаді Морозова. Аварія ліквідується, але хворого Морозова відвозять до лікарні, його проводжає Люба, яка сподівається незабаром знову зустріти мужнього «тайгового моряка».

## У ролях
- Світлана Діріна — Люба, комендант селища
- Михайло Васьков — Гена Морозов, механік-газовик
- Марина Левтова — Аня
- Борис Невзоров — Ігор Максимович Ростовцев, начальник дільниці
- Віктор Жуков — Алік, механік-газовик
- Володимир Кадочников — Микитович, шофер
- Василь П'янков — Павло Павлович Лукінов
- Михайло Бочаров — дядько Льоша, бульдозерист
- Володимир Мехонцев — Максим
- Леонід Балуєв — Костя
- Анатолій Низовцев — Степан
- Михайло Биков — епізод
- Вероніка Бєлковська — епізод
- В'ячеслав Воскресенський — Свиридов
- М. Герасимова — епізод
- В. Ємельянов — епізод
- Ігор Китаєв — епізод
- Володимир Лисенков — епізод
- Віталій Старков — епізод
- Віктор Чорноскутов — Павло Петрович Ватагін
- Дмитро Шилко — епізод

## Знімальна група
- Режисер — Лев Мирський
- Сценарист — Борис Медовой
- Оператор — Геннадій Трубніков
- Композитор — Михайло Зів
- Художник — В'ячеслав Панфілов